# Biologiczne zwalczanie szkodników

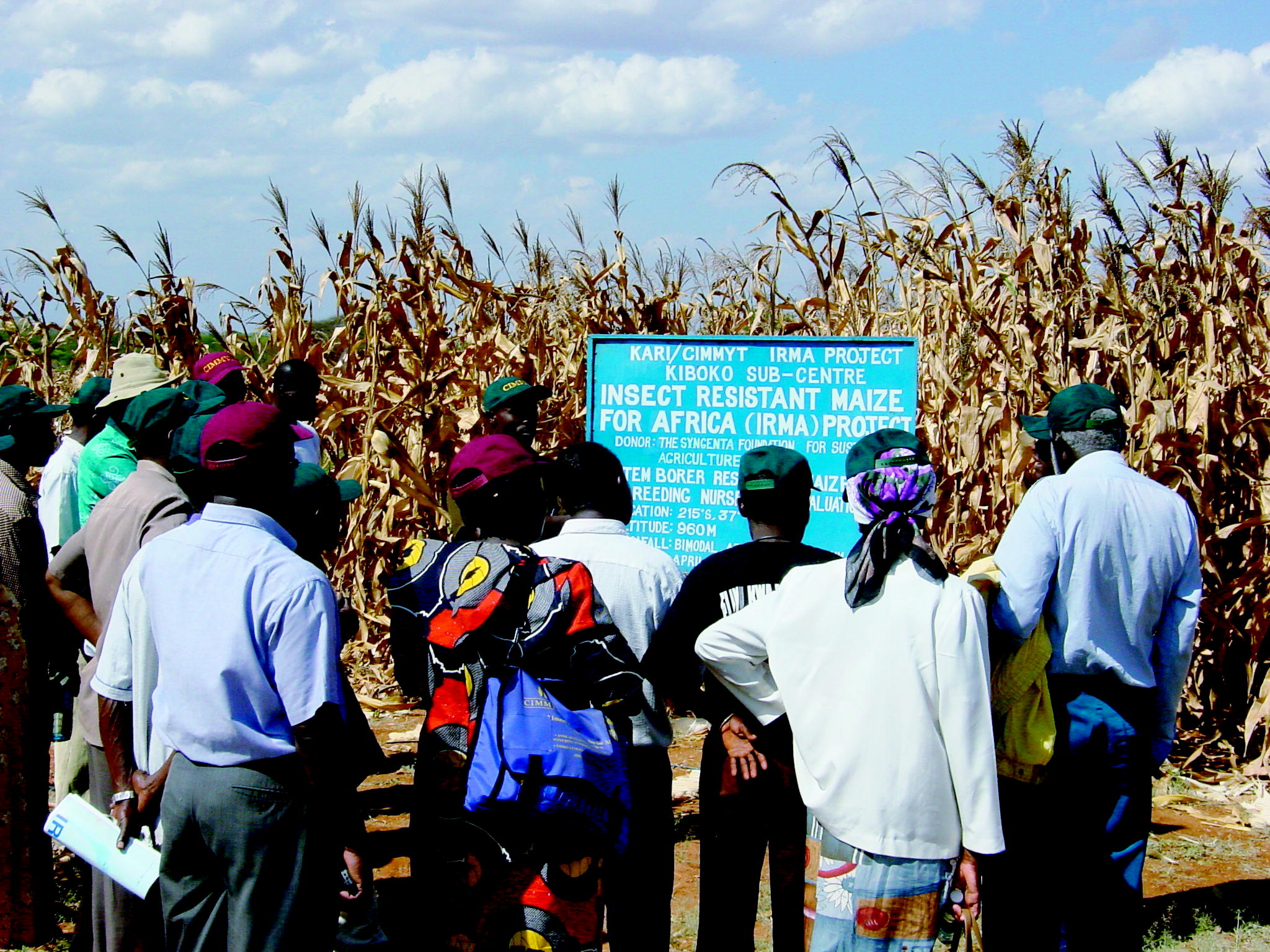
Ostrzeżenie o użyciu Bacillus thuringiensis. Badania nad wyhodowaniem miejscowego szczepu. Kenia

Biologiczne zwalczanie szkodników – początkowo, zgodnie z nazwą była to metoda zwalczania szkodników za pomocą organizmów, zwykle będących ich naturalnymi wrogami. Obecnie pod tą nazwą ukrywa się wiele różnorodnych metod, których celem jest zmniejszenie populacji szkodnika poniżej progu szkodliwości gospodarczej a zarazem zminimalizowanie wpływu samych zabiegów na środowisko naturalne i zdrowie człowieka. Wobec różnorodności stosowanych zabiegów, w sensie ogólnym powinno się raczej mówić o ekologicznych metodach zwalczania szkodników lub o proekologicznych zabiegach ochronnych i zapobiegawczych. W zakres tych metod wchodzą działania wykorzystujące wszelkiego rodzaju organizmy (klasyczna metoda zwalczania biologicznego), metody agrotechniczne oraz zabiegi biotechniczne. Złożoność sposobów oddziaływania powoduje, że podział metod jest orientacyjny i nie całkiem rozłączny, co nie ma najmniejszego wpływu na ich skuteczność.
Ze względu na zazwyczaj niewielkie nakłady finansowe oraz konieczność szczegółowego poznania biologii chronionego organizmu oraz biologii wielu innych z nim współwystępujących (aby ustalić czy, jak i kiedy można je wykorzystać) metody ekologiczne wciąż są w większości jedynie alternatywą dla tradycyjnych metod chemicznych. Nie mogąc zupełnie zrezygnować z metod chemicznych, a równocześnie pamiętając o wymogach ochrony środowiska, obecnie zalecane jest zwalczanie zintegrowane. W zwalczaniu zintegrowanym stosuje się kilka metod ekologicznych oraz – jeśli nie można inaczej – w ograniczonym zakresie metody chemiczne.

## Wstęp
Jeszcze w latach 60. ubiegłego wieku z każdą łopatą wykopanej ziemi wydobywano setki małych, dużych i bardzo dużych dżdżownic. Dziś można przekopać całe pole i dżdżownicy nie spotkać. To efekt chemizacji rolnictwa. Lata wyłącznie chemicznego zwalczania szkodników doprowadziły do zniszczenia większości organizmów glebowych, zwykle wielce pożytecznych i pełniących ważną rolę w przewietrzaniu gleby i obiegu materii. Sama gleba wzbogaciła się w trujące środki chemiczne (o różnym czasie i stopniu degradacji), które dostają się do organów roślin spożywanych przez ludzi i zwierzęta, wywołując wiele niepożądanych skutków (choroby, zatrucia, mutacje). Środki chemiczne z reguły nie są wybiórcze, trują zarówno szkodniki, jak i zwierzęta obojętne i pożyteczne. Każdy środek chemiczny prędzej czy później zostanie zmyty lub zwiany przez wiatr i trafi do gleby lub wody, gdzie trucizna ulega akumulacji. W tym czasie szkodnik, który czas oprysku np. przesiedział pod liściem (oporność behawioralna) może wyjść z ukrycia i zupełnie bezpiecznie przystąpić do konsumpcji i rozmnażania. W licznej populacji szkodnika zwykle znajdują się osobniki, które dysponują jakimś przypadkowym (normalnie niepotrzebnym) przystosowaniem, pozwalającym zneutralizować szkodliwe działanie trucizny. Takie osobniki dają początek populacji odpornej na zastosowaną truciznę. Początkowo wymaga to zwiększania dawek trucizny, lecz później zmusza do szukania nowej substancji trującej, na którą szkodnik nie jest jeszcze odporny. Natomiast trafny wybór entomofaga i zapoczątkowanie zwalczania szkodników z liczną jego populacją praktycznie uniemożliwia przystosowanie się ofiary do jego obecności.
Po użyciu trucizny nieselektywnej często dochodzi do kolejnych pojawów tego samego szkodnika, ponieważ trucizna zwykle jest skuteczniejsza w stosunku do entomofagów niż fitofagów i lepiej niszczy naturalnych wrogów zwalczanego szkodnika. Wkrótce pojawiają się masowo inne szkodniki, których ilość dotychczas była utrzymywana w niezatrutym środowisku na niskim poziomie przez ich naturalnych wrogów.
Indywidualne i niekontrolowane używanie środków chemicznych zmusza państwo do utrzymywania kosztownych instytucji kontrolujących ilość pestycydów w produktach spożywczych. Stosując ekologiczne metody zwalczania unikamy tych wszystkich szkodliwych ewentualności, powodowanych stosowaniem chemicznych środków ochrony roślin.

## Biologiczne zwalczanie szkodników

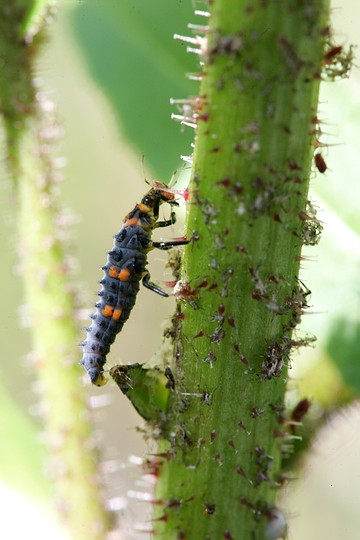
Larwa biedronki jest zawsze głodna, dzięki czemu skutecznie zwalcza mszyce.

Największą wadą metod biologicznych jest trudność uzyskania odpowiedniej ilości wrogów szkodnika w odpowiednim momencie, to znaczy, gdy szkodnik pojawia się masowo. Osobniki gatunku zwalczającego szkodnika są zwykle ruchliwe i po wypuszczeniu na zagrożonej plantacji część z nich odlatuje. Dlatego ta metoda lepsze efekty przynosi w pomieszczeniach zamkniętych (szklarniach), niż na otwartym polu, gdzie należy wysiać znacznie więcej organizmów zwalczających. Wiele naszych roślin uprawnych pochodzi z odległych krajów, gdzie panują inne warunki. Importowanie stamtąd naturalnego wroga wprowadza do środowiska nowy, całkowicie obcy organizm. Czasami przynosi to więcej szkody niż pożytku (jak było w przypadku ropuchy agi), dlatego introdukowanie gatunku przewidzianego do biologicznego zwalczania szkodnika musi być poprzedzone starannymi badaniami, pozwalającymi poznać różne aspekty stosunków między szkodnikiem a jego pasożytem. Prowadzi się badania nad wyhodowaniem odmian entomofagów o lepszych właściwościach, np. lepiej przystosowanych do klimatu, bardziej płodnych lub bardziej drapieżnych, a zwłaszcza szuka się odmian odpornych na pestycydy. Takim gatunkiem okazała się niewielka rybka żyworodna gambuzja pospolita, żywiąca się larwami komarów, a równocześnie stosunkowo odporna na zanieczyszczenie środowiska wodnego. Zbrojec dwuplamy (Perillus bioculatus) i jego larwy bardzo dobrze spisują się w walce ze stonką ziemniaczaną, ale jak dotąd są źle przystosowane do naszych zim. Introdukowane i źle przystosowane do klimatu organizmy wymagają zwykle prowadzenia osobnej hodowli, wyprzedzającej pojawienie się szkodników, oraz okresowej kolonizacji upraw, co jest dość kłopotliwe. Dlatego wygodniej jest korzystać z usług gatunków rodzimych. Dość licznie hoduje się żywiące się mszycami złotooki, a ich larwy wypuszcza w szklarniach. W niektórych miejscach powstały hodowle o charakterze przemysłowym, zaopatrujące w pożyteczne organizmy praktycznie cały świat. Przemysłowo hodowanym gatunkiem jest np. kruszynek; dzięki samolotom można go błyskawicznie dostarczyć w dowolne miejsce. W USA można kupić w butelkach z agarem i odżywką nicienie służące do niszczenia poczwarek szkodników żyjących w ziemi. Można je przechowywać w lodówce do jednego roku i po rozcieńczeniu wprowadzić do ziemi przy okazji podlewania roślin. 1 ml nicieni kosztuje ok. 1$ (cena z 1970 r.).
W 1956 r. w USA prowadzono badania nad 390 gatunkami nowo sprowadzonymi i wytypowanymi do zwalczania szkodników, z tego ok. 100 gatunków udało się trwale zaaklimatyzować (24%). W przypadku prac nad nowymi środkami chemicznymi zwykle odrzuca się 99,99% syntetyzowanych związków, a koszt badań jest znacznie większy. W tym samym roku w USA 1 dolar zainwestowany w badania w dziedzinie biologicznego zwalczania szkodników przynosił 30 dolarów zysku, podczas gdy zainwestowany w chemię tylko 5-6$.

### Cechy dobrego entomofaga
Entomofag najlepiej nadający się do biologicznego zwalczania szkodników powinien mieć następujące cechy:
- upodobania środowiskowe podobne do jego ofiary;
- ruchliwość i łatwość odszukiwania zwalczanego szkodnika;
- rozmnażanie się w tempie i porze odpowiedniej do liczebności i etapów rozwoju szkodnika;
- nie powinien szkodzić organizmom pożytecznym;
- dobrze, gdy ma żywiciela obocznego, pozwalającego mu przetrwać okresy braku szkodnika, w przeciwnym wypadku powinna istnieć możliwość karmienia go pokarmem zastępczym (sztuczną pożywką);
- dobrze, gdy można aktywność jego postaci dorosłej lub któregoś stadium rozwojowego zahamować, gromadzić i przechowywać w zapasie.

### Początki

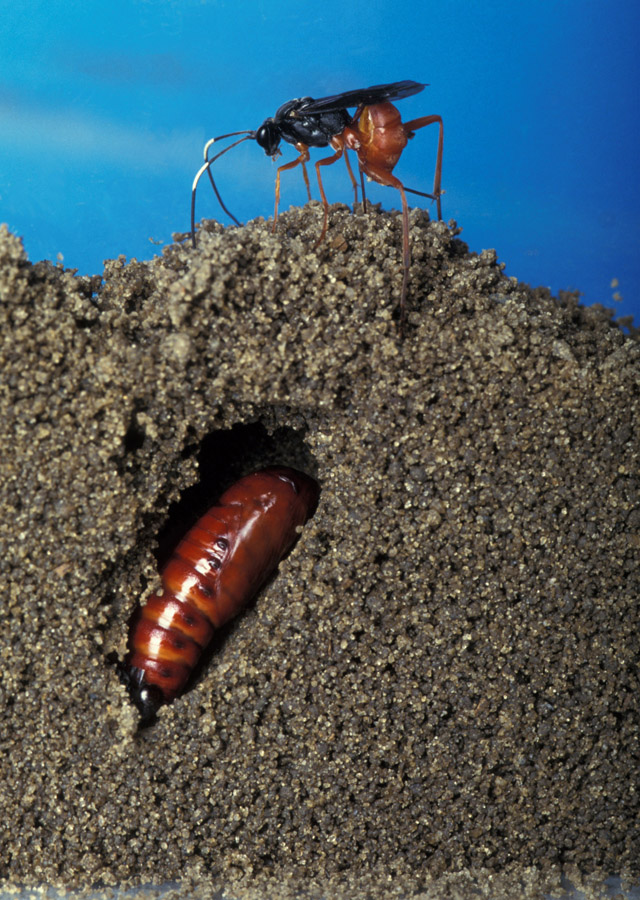
Gąsienicznik Diapetimorpha introita składa jaja w poczwarce ukrytej w ziemi

Pierwszym przykładem zwalczania biologicznego było sprowadzenie do Kalifornii biedronki Rodolia cardinalis przeciwko czerwcowi białemu (Icerya purchasi) w 1880 r. Zarówno entomofag (biedronka), jak i szkodnik niszczący plantacje cytrusowe pochodziły z Australii. Introdukcja kosztowała 5000 dolarów i przynosi do dziś wielomilionowe zyski. Baryłkarz sprowadzony z Indii na Barbados w obronie plantacji trzciny cukrowej, mimo że ograniczył szkody tylko o połowę, daje zysk 300 tys. funtów rocznie (dane z 1976 r.).
Zwalczanie biologiczne w Europie zapoczątkował w 1880 r. Francuz Decaux. Zbierał on opadłe pąki kwiatowe jabłoni porażone przez kwieciaka jabłkowca i zamiast je palić (jak to wtedy było w zwyczaju), pozwalał na rozwój gąsieniczników (pasożytów kwieciaka), które następnie wypuszczał w sadzie.
Wszystkich gatunków, które współcześnie wykorzystuje się do biologicznego zwalczania szkodników, nie sposób wymienić. Jest ich wiele, należą do różnych grup systematycznych i mają zróżnicowane znaczenie.

### Użycie organizmów chorobotwórczych

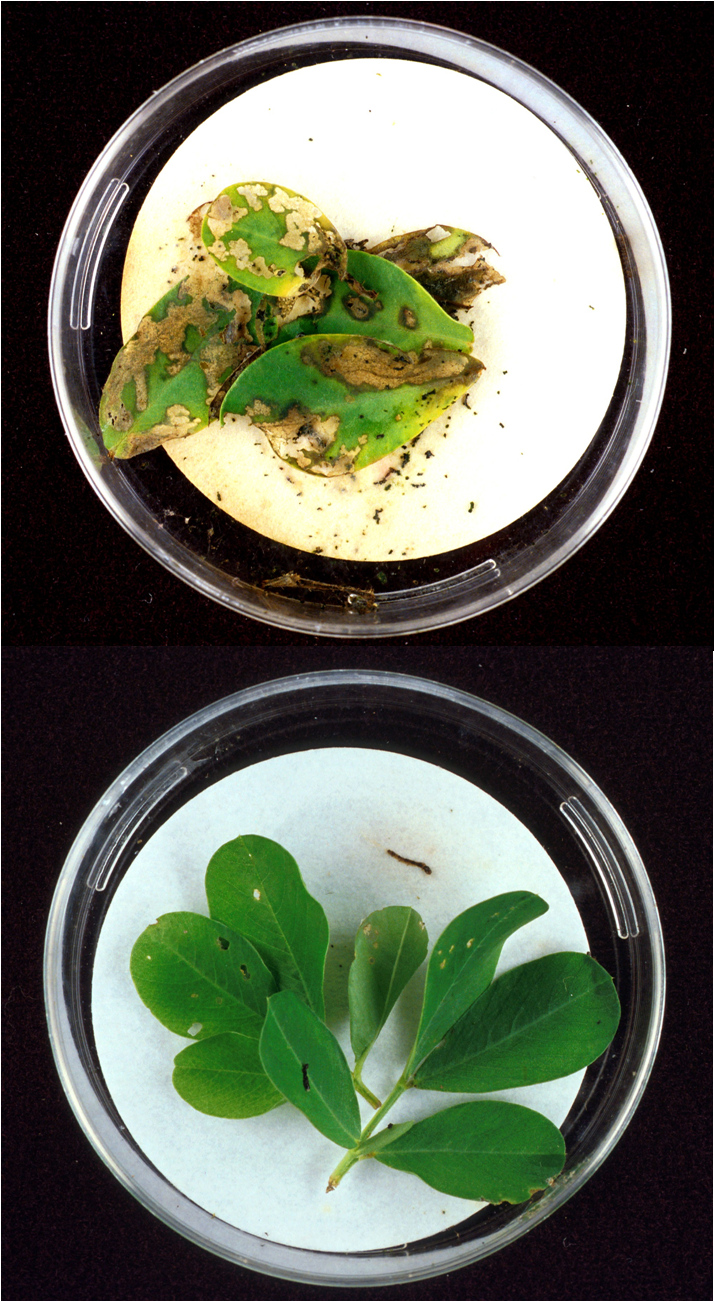
Na talerzykach znajdowały się takie same pędy orzeszka ziemnego oraz taka sama liczba gąsienic. Dolny pęd został spryskany roztworem Bacillus thuringiensis. Gąsienice zdechły

Użycie organizmów chorobotwórczych do zwalczania szkodników zasugerował Ludwik Pasteur. W 1888 r. jego uczeń Loir rozpoczął eksperymenty w tym kierunku na królikach, które zakażał zarazkami cholery drobiu (Pasteurella multocida). Zakażone króliki planowano wypuścić w Australii, lecz jej władze wtedy nie zgodziły się na to. W 1893 r. Friedrich Löffler (uczeń Kocha) wyizolował Salmonella typhi – zarazek powodujący dur brzuszny. Wkrótce z powodzeniem zastosowano go przeciw myszom i nornikom. Pracujący we Francji Jan Danysz wyizolował zarazek Salmonella enteritidis var. Danysz, skutecznie uśmiercający szczury. Jako „wirus Danysza” był sprzedawany przez Instytut Pasteura. Ten sam szczep bakterii wyizolowano także w innych krajach, np. Danii, Niemczech. W latach 1933–1935 przeprowadzono w Niemczech masowe odszczurzanie w 450 tys. zagród ze skutecznością 95%. W 1950 roku Państwowy Instytut Weterynaryjny w Puławach przygotował 50 ton bakterii Danysza przeciwko myszom, nornicom i szczurom, rozplenionym na Ziemiach Odzyskanych. Ludzi mieszkających na tych terenach poddano wtedy szczepieniom profilaktycznym. Obecnie, ze względu na możliwość zatruć bydła i ludzi salmonellozami (bakteria Danysza jest niebezpieczna tylko dla młodych organizmów), w wielu krajach ta metoda jest zakazana (np. USA, Niemcy), w innych nie (np. Francja, Rosja). Zwalczanie szkodników zarazkami, podobnie jak przy zwalczaniu chemicznym, prowadzi do wykształcenia się u nich oporności czynnej. Szczepy zbyt zjadliwe giną wraz z żywicielem – zostają szkodniki oporne i zarazki łagodniejsze.
Przy pomocy wirusa myksomatozy od roku 1950/51 już kilkakrotnie zwalczano plagę królików w Australii. W 1954 r. wirus wyrwał się spod kontroli we Francji. Za jego sprawą wyginęła większość tamtejszych królików oraz sporo w innych krajach Europy. Hodowlane króliki trzeba było poddać szczepieniom. Wirus rozprzestrzeniał się za pomocą komarów z rodzaju Anopheles, Culex oraz pcheł. Przeciwko borecznikowi rudemu (Neodiprion sertifer) niszczącemu sosny stosuje się wirusy poliedrozy jądrowej.
Wielkim sukcesem okazało się opracowanie podawanej drogą pokarmową szczepionki przeciw wściekliźnie u lisów. Szczepionkę zrzuca się z samolotów. W Polsce szczepionkę po raz pierwszy zastosowano w 1993 r. a od 2002 r. szczepienia obejmują praktycznie całą populację lisów w Polsce. W porównaniu z latami 70. ub. wieku ocenia się, że dzięki temu populacja lisa wzrosła ok. trzykrotnie, do ok. 200 tys. (2006 r.), a co ważniejsze spadła zdecydowanie liczba zgłoszeń o wściekłych zwierzętach. Państwowa Inspekcja Weterynaryjna w 2006 r. odnotowała zaledwie 82 zgłoszenia (43 u lisów), podczas gdy jeszcze w 1992 r. takich przypadków było 2287, w tym 1374 u lisów.

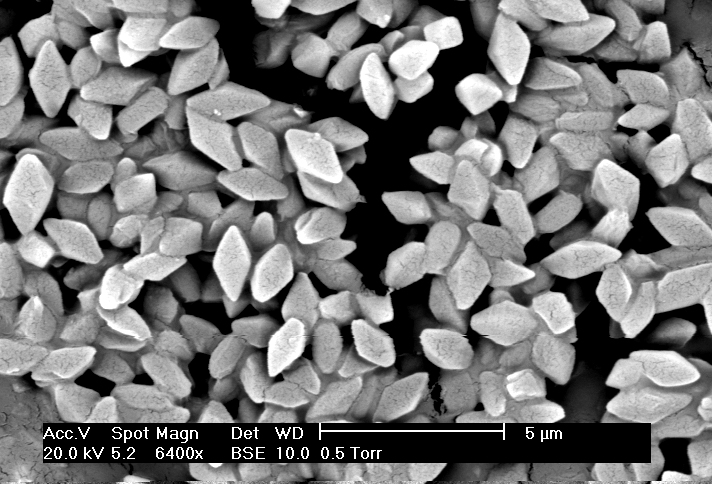
Bacillus thuringiensis

Wśród bakterii bardzo dobrym gatunkiem okazał się Bacillus thuringiensis, tworzący prócz zarodników kryształki toksyny (przydatnej do rozpuszczania ściany komórkowej i uwolnienia zarodników). Po zjedzeniu przetrwalników przez gąsienicę toksyna hamuje ruchy jelit, rozpuszcza nabłonek, a zarodniki dostają się do jamy ciała i rozwijają się. Gąsienica już po dobie przestaje żerować. Pierwsze doświadczenia polowe z tą bakterią były prowadzone w latach 1928-31 na Węgrzech i w Jugosławii. Biopreparaty tej bakterii jako proszek do rozcieńczenia wodą są obecnie produkowane w wielu krajach Europy, także w USA, w tysiącach ton i stosowane przeciwko 150 gatunkom motyli (np. przeciw bielinkowi).
Przebadane dotychczas pierwotniaki albo sprawiają trudności przy masowym namnażaniu (Microsporidia) albo są zbyt mało specyficzne. Niszczą przy okazji tak pożyteczne owady jak pszczoły, trzmiele i osy.

### Grzyby

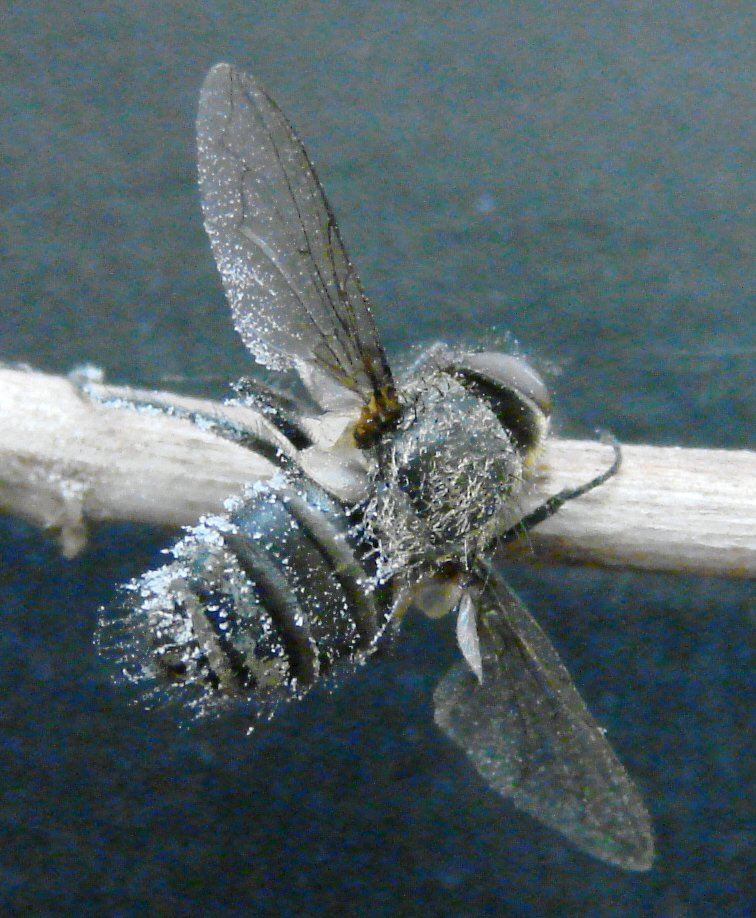
Entomophthora musci świetnie tępi muchy, ale na jesieni kiedy już nie stanowią problemu

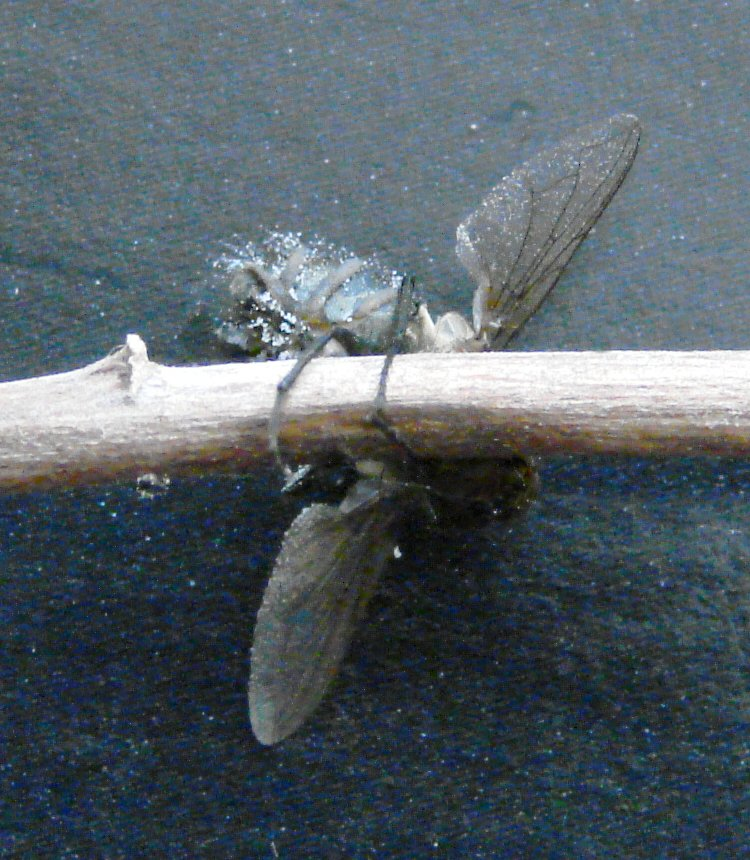
Biały nalot to strzępki grzyba

Grzyby do zwalczania szkodników po raz pierwszy zastosował Miecznikow i jego uczeń Krasilszczyk. Grzybem Metarrhizium anisopliae powodującym zieloną muskardynę zarażano pod Kijowem w uprawach buraków nałanka czarnego (Anisoplia austriaca) oraz ryjkowca szarka komośnika (Bothynoderes punctiventris) z bardzo dobrym skutkiem (50-80% zarażonych). Następne doświadczenia prowadzono we Francji z białą muskardyną na larwach chrabąszcza. Pokazały one, że w przypadku grzybów ważna jest wilgotność środowiska. Dlatego wiele pasożytniczych grzybów ujawnia swoje możliwości na jesieni, np. Entomophthora muscae, łatwo zauważalny na muchach domowych, przyczepionych jego strzępkami do szyb. Poza Entomophthoraceae, które mają określone preferencje w stosunku do żywicieli, inne grzyby, głównie grzyby niedoskonałe (Fungi imperfecti), są mało specyficzne, stąd powinny być stosowane na ograniczonych powierzchniach.

### Zwalczanie chwastów

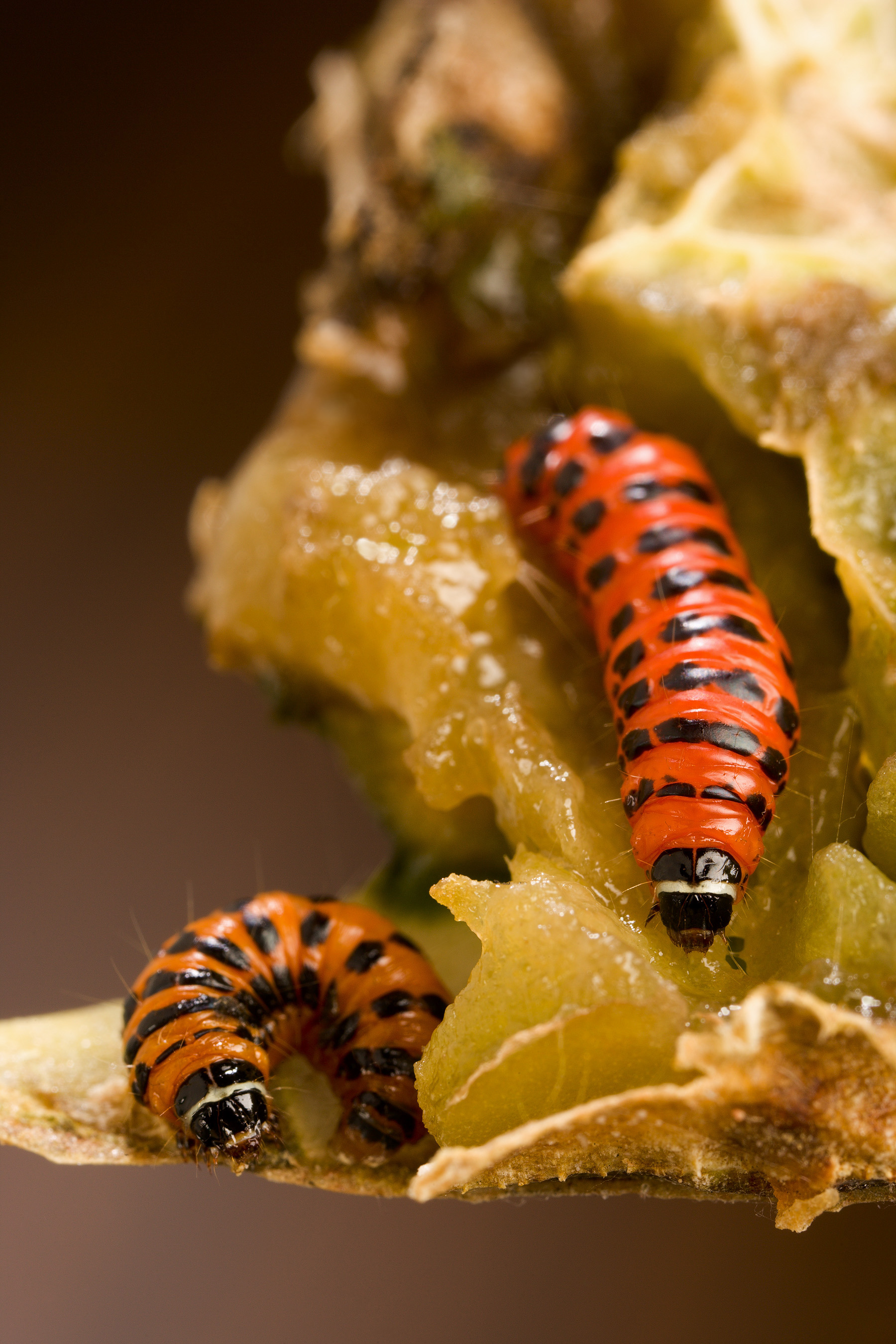
Larwa Cactoblastis cactorum – zjadacz opuncji

W tej dziedzinie największe sukcesy osiągnięto zwalczając w USA dziurawiec, który zawleczony z Europy opanował wielkie połacie tamtejszych pastwisk, uniemożliwiając wypas bydła. Zastosowano stonkowate Chrysolina hyperici i Chrysolina quadrigemina, dzięki czemu obecnie dziurawiec nie ma tam znaczenia gospodarczego. Opuncja zawleczona do Australii ok. 1840 r. w 1924 r. zajmowała powierzchnię 24 mln ha i co roku zajmowała kolejne 400 tys. ha powierzchni. Ze 160 zbadanych gatunków zaaklimatyzowało się 12 gatunków owadów i 1 gatunek roztocza. Najskuteczniejsze okazały się gąsienice motyla z Argentyny – Cactoblastis cactorum (rodzina Phycitidae) oraz czerwce z rodzaju Dactylopius. One to do 1936 r. zlikwidowały opuncję na 90% powierzchni. Obecnie wytworzyła się równowaga. W Europie jak dotąd brak tak spektakularnych sukcesów, chociaż obcych i wielce ekspansywnych gatunków jest mnóstwo (nawłoć, zółtlica, przymiotno, itd).

### Mrówki

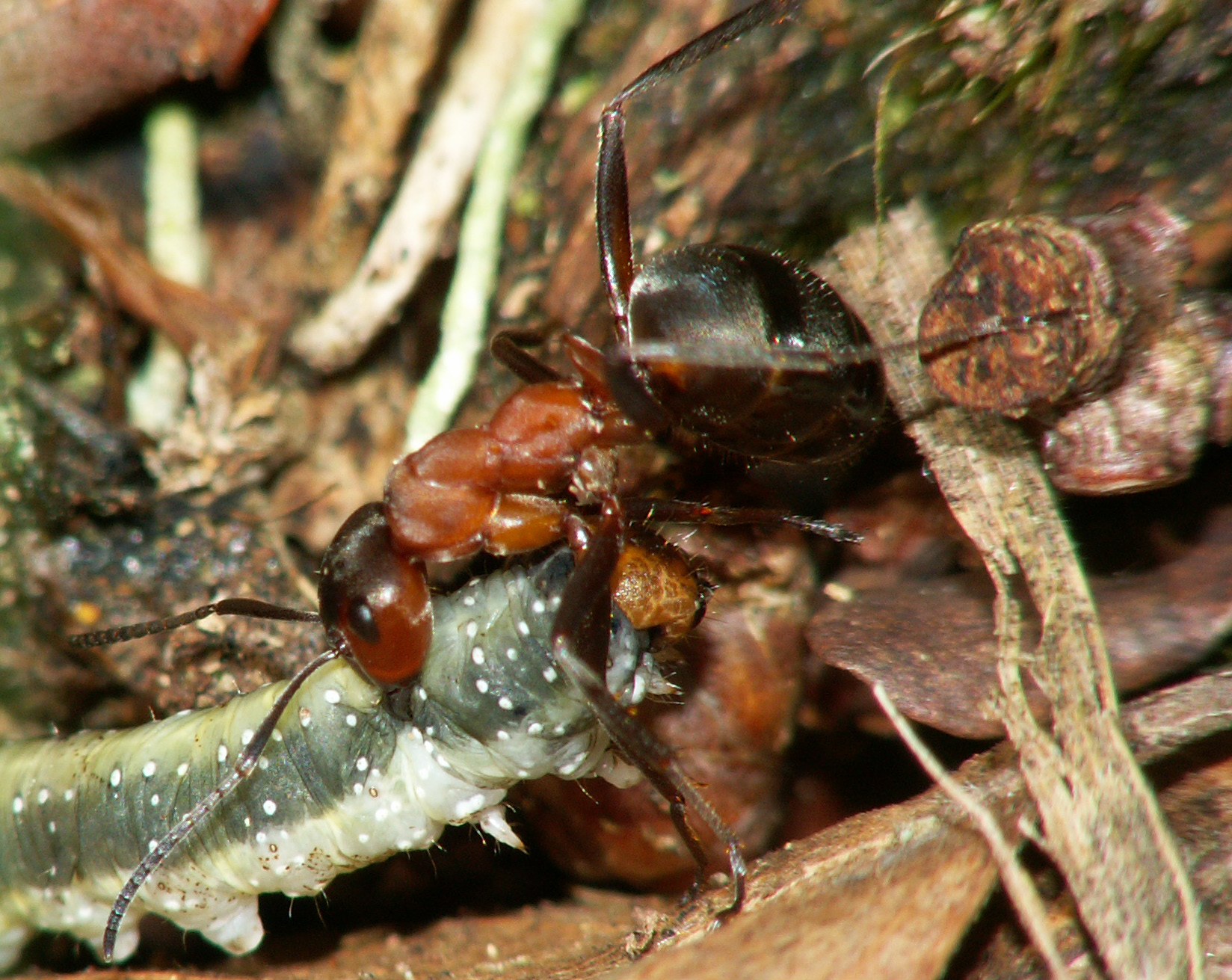
Mrówka rudnica upolowała gasienicę

Mrówki bardzo efektywnie przeciwdziałają gradacjom paprocha cetyniaka, strzygoni choinówki, barczatki sosnówki, brudnicy mniszki oraz rośliniarek. Oczyszczają one las z tych owadów w promieniu ok. 35 m od kopca. Mrówki nie zwalczają mszyc, wręcz przeciwnie. Wydaje się, że spowodowany opieką mrówek nadmiar mszyc rekompensuje wzrost produkcji spadzi, a więc i miodu spadziowego, nawet o 50% w stosunku do okresu przed zasiedleniem terenu mrówkami. W lasach świerkowych warto introdukować mrówki Formica polyctena przeciwko piłecznicy świerkowej (Pristiphora abietina).

### Kręgowce

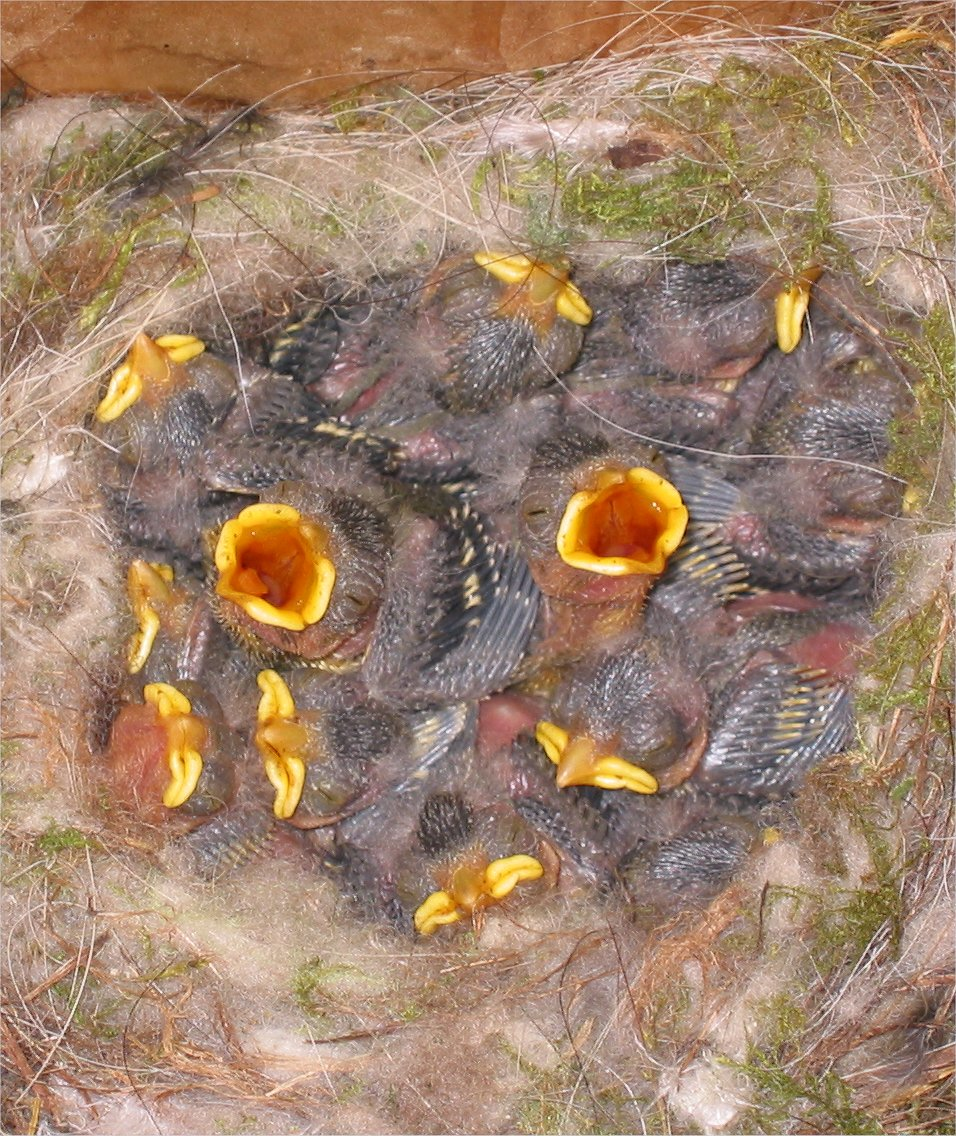
Kręgowce też muszą jeść. Tu 10 głodnych amatorów gąsienic (sikorka modra)

Praktycznie wszystkie kręgowce, sprzymierzeńcy w walce ze szkodnikami, są u nas objęte ochroną. Ze względu na ich pożyteczność warto je objąć aktywnymi metodami ochrony. Budowa skrzynek lęgowych, udostępnianie wody, sadzenie drzew i krzewów będących bazą pokarmową na zimę (jarzębina, bez czarny, czeremcha, tarnina) jest wielce wskazane. Liczebność ptaków gnieżdżących się w otwartych gniazdach można zwiększyć przez uprawę krzewów oraz ich umiejętne przycinanie, aby powstawały okółki. O skutecznym działaniu ptaków świadczy zjawisko melanizmu oraz porównanie przebiegu gradacji szkodników na obszarach z licznymi i zróżnicowanymi populacjami ptaków i na pozbawionych ptaków obszarach, np. z braku odpowiednich miejsc gniazdowania. Ptaki ze względu na możliwość lotu są stosunkowo łatwe do utrzymania nawet na obszarach zurbanizowanych. Należy pamiętać, że nic nie da budowa budek, jeśli teren będzie intensywnie pryskany – ptaki się potrują, a szkodniki nadal będą się masowo mnożyć. Niektóre ptaki okresowo mogą być nieco kłopotliwe (np. szpaki objadające owoce), należy jednak pamiętać, że zwłaszcza w okresie lęgowym niszczą one wiele szkodników, w tym dużo różnego rodzaju ślimaków.
Wśród ssaków do zwalczania biologicznego, zwłaszcza szkodników nocnych, nadają się szczególnie nietoperze. Ich liczebność można zwiększyć, budując skrzynki lęgowe oraz chroniąc zimowiska i przystosowując do ich wymagań stare bunkry i schrony atomowe, nie spełniające współczesnych wymagań. Jeże, choć cieszące się sympatią, rzadko są postrzegane jako tępiciele szkodników, a jednak warto je także brać pod uwagę. Odrobina pomocy przy przezimowaniu oraz unikanie chemizacji pozwoli im się rozmnożyć i pokazać, co potrafią. W biologicznym zwalczaniu niedoceniana jest również rola dzików, które buchtując niszczą wiele szkodników zimujących pod liśćmi i w ściółce.
Na zagrożone miejsca, zwłaszcza na wyspy, introdukuje się ssaki jednej płci (samce). Pozostawione na miejscu samice stanowią podstawę dalszej hodowli. Dzięki temu szkodnik jest tępiony, a ssaki nie mają szansy zasiedlić trwale obszaru i specjalizować się w zjadaniu innych gatunków.

## Metody agrotechniczne

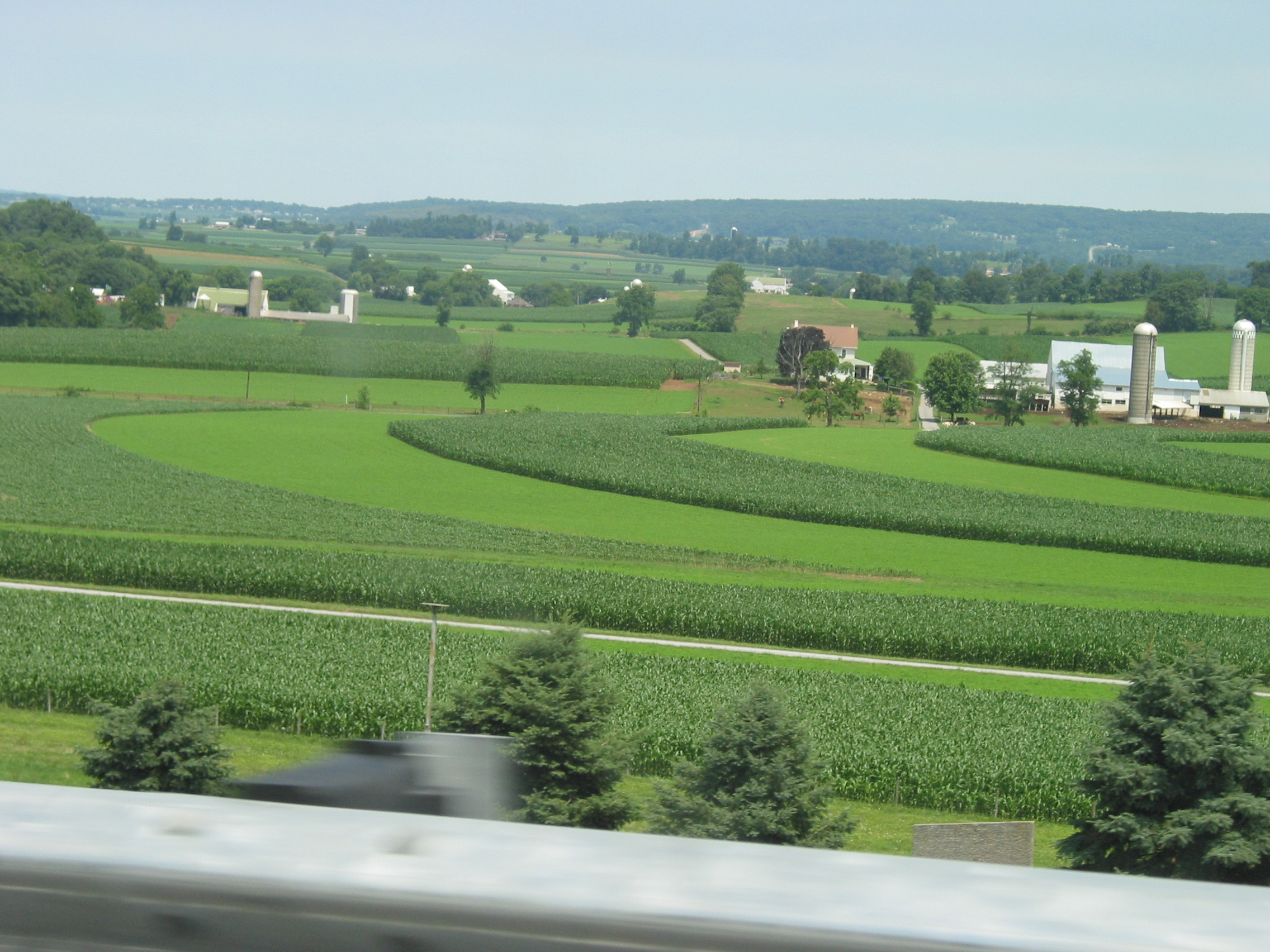
Walka z erozją wymusza uprawę małych poletek. Farma amiszów w USA

Metody agrotechniczne kształtując warunki życia rośliny wpływają również na warunki życia szkodnika. Liczy się każdy czynnik. Jeśli roślina łatwo ulega zarażeniu grzybami sytuację znacznie poprawi posadzenie jej w dużych odstępach i na stoku o wystawie południowej. Sadzenie obok roślin uprawnych roślin dzikich, bardziej preferowanych przez szkodnika chroni organizm hodowlany. Zmianowanie, wprowadzanie nowych odmian bardziej odpornych, dobranie odpowiednich terminów sadzenia, rozbicie jednego dużego areału na kilka małych oddzielonych zadrzewieniem śródpolnym daje szkodnikom mniejsze szanse masowego wystąpienia. Należy tworzyć miedze i zadrzewienia śródpolne.
Facelia, baldaszkowate, krzyżowe to rośliny pozwalające odżywiać się wielu owadom. Przyciągają one wiele pożytecznych entomofagów, takich jak rączyce, bzygi, klecanki, gąsieniczniki. Koszenie miedz, poboczy, trawników zmniejsza bazę pokarmową, co jest dodatkowo o tyle istotne, że te nieuprawne miejsca z reguły nie są pryskane i stanowią poważną rezerwę populacyjną wielu owadów pożytecznych. Żywopłoty, zadrzewienia śródpolne i remizy są miejscem zimowania mszyc, którymi wiosną żywią się bzygowate. Później, gdy mszyc gwałtownie przybywa i przenoszą się na uprawy, bzygów jest już wystarczająco dużo, aby skutecznie prowadzić zwalczanie.

## Metody biotechniczne
Podstawą zabiegów biotechnicznych są reakcje behawioralne zwierząt na różnego rodzaju bodźce zaliczane do atraktantów, repelentów, oraz antyfidantów. Dobre efekty daje również stosowanie feromonów i hormonów.

### Przykłady zastosowania feromonów i hormonów

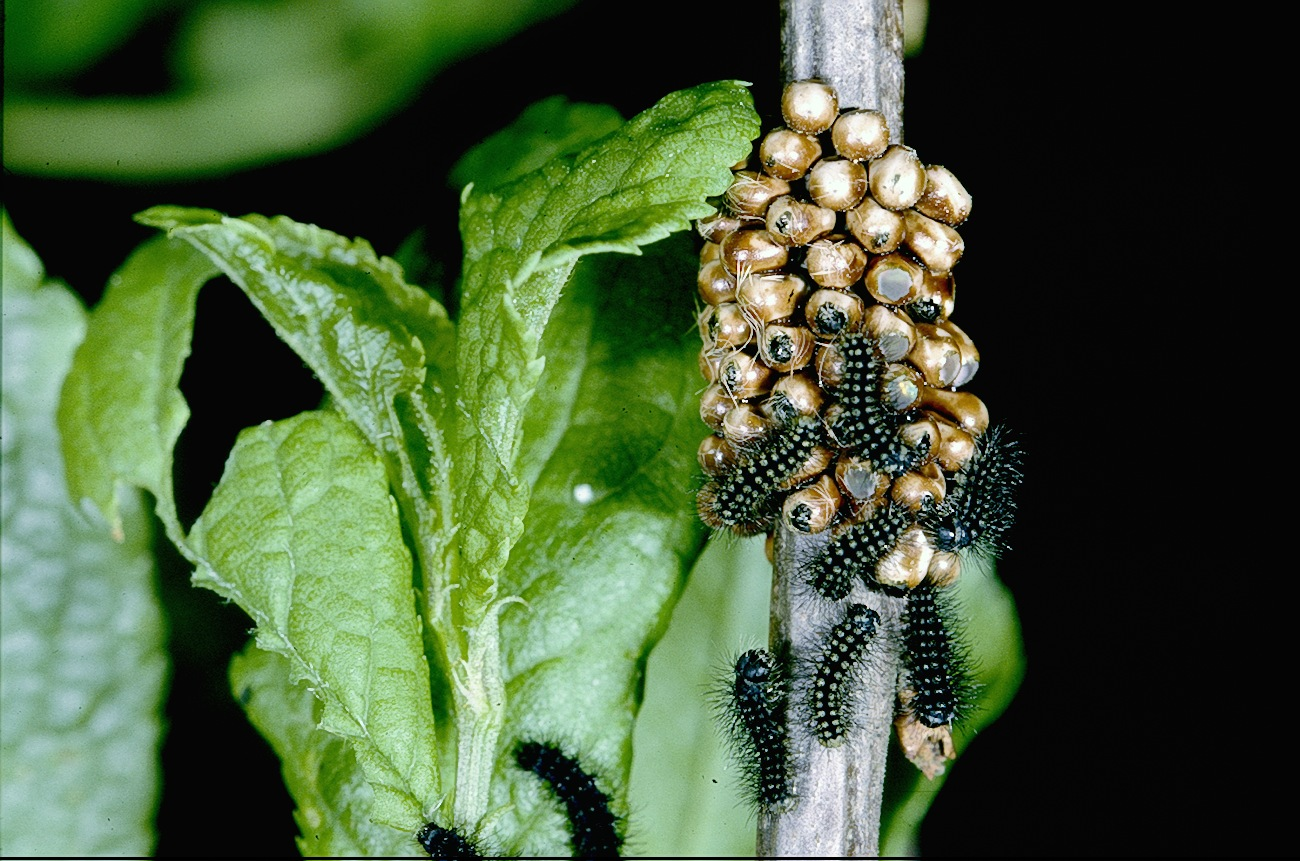
Jaja i gąsienice pawicy. Jaja szkodnika lepiej wypatrzyć przed wyjściem gąsienic. Nie trzeba wtedy ich łapać, pryskać, ani kupować drogich feromonów.

W roku 1940 zastosowano kwas a-naftylooctowy (pochodna auksyny) do selektywnego zwalczania ognichy w owsie. W 1945 r. odkryto kwas 2,4-dwuchlorofenoksyoctowy (2,4-D) podstawowy składnik wielu herbicydów przeciwko roślinom dwuliściennym (stosuje się go w zbożach). Jego przeciwieństwem jest Etylenofenylokarbaminian (APC) niszczący rośliny jednoliścienne. Większość obecnie stosowanych herbicydów to środki niemające nic wspólnego z hormonami naturalnymi (czyli są to środki chemiczne).
U owadów stosuje się hormon juwenilny, neoteninę i pochodne farnezolu zapobiegając przeobrażeniu oraz ekdyzon zaburzający procesy wylinki.
U ssaków rozmnażanie hamują pochodne estrogenu dwuetylostilbestrol oraz mestranol. Ten ostatni podawany zdziczałym gołębiom domowym powoduje bezpłodność ich piskląt.

### Metoda samowyniszczania

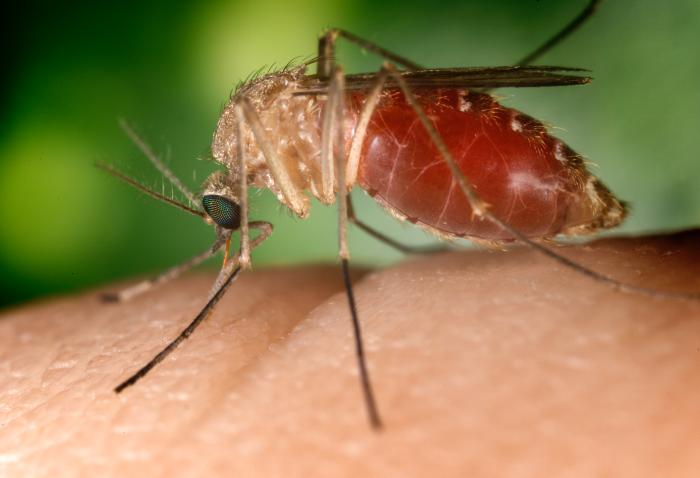
Komary z rodzaju Culex mogą być nośnikiem wirusa gorączki zachodniego Nilu

U komarów z rodzaju Culex występuje zjawisko niezgodności rasowej polegające na tym, że między niektórymi szczepami dochodzi do kojarzenia lecz z jaj nie wylęgają się larwy. W 1967 r. w okolicach Rangunu wypuszczono wielką liczbę samców niezgodnego rasowo szczepu (wcześniej to zbadano), w efekcie miejscowa populacja komarów została zlikwidowana.
Bardziej uniwersalną metodą jest sterylizacja promieniowaniem lub środkami chemicznymi (hormonami płciowymi, związkami z grupą etylenoiminową (azyrydynową), dodając do pożywienia analogów zasad purynowych i pirydynowych). U owadów zwykle dochodzi do jednej kopulacji w życiu, więc nasłanie masy niepłodnych samców (samce są zwykle bardziej ruchliwe) powoduje, że samice składają niezapłodnione jaja, co bardzo szybko przynosi pozytywne skutki. W 1955 r. tą metodą zlikwidowano problem muchówki muchy śrubowej na wyspie Curaçao oraz zminimalizowano jej obecność w południowych stanach USA (lata 1958-59). Larwy tej muchówki rozwijają się w ranach żywych zwierząt. Sterylne owady produkowano w ilości 100 milionów poczwarek na tydzień i zrzucano z samolotów. Zysk z akcji ocenia się na 20 milionów dolarów rocznie. Podobną metodą zwalczana jest owocówka jabłkóweczka w Kanadzie, USA i kilku innych krajach.
Metody samozniszczenia przynoszą szczególnie dobre skutki w stosunku do świeżo zawleczonych gatunków lub populacji izolowanych, w przeciwnym wypadku akcją należy obejmować olbrzymie obszary, co w przypadku, gdy organizmu zwalczającego szkodnika nie da się hodować na sztucznych pożywkach jest dość kosztowne. Sterylne owady powinny też trafić na okres rozrodczy zwalczanej populacji. W Europie pracuje się nad likwidacją przy pomocy tej metody nasionnicy trześniówki i śmietki cebulanki.

## Metody zintegrowane

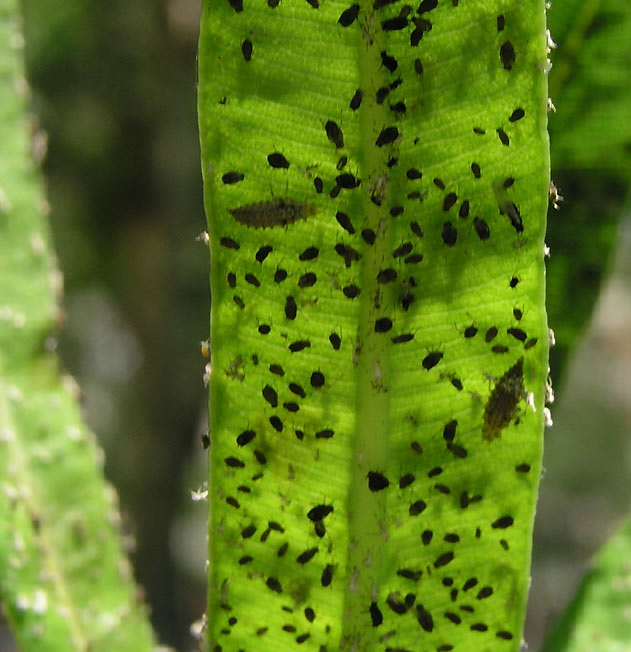
Larwy złotooka Chrysopa nymphs zjadające mszyce

Można sobie wyobrazić nieskończoną ilość kombinacji użycia różnych środków, zarówno chemicznych jak i ekologicznych. Najczęściej stosuje się 2–3 metody, niezależne od siebie, zamiast jednej trującej totalnie. Niektóre kombinacje są szczególnie udane.
Zastosowanie pułapki feromonowej jest bardzo skuteczne. Okazuje się, że sterylizując złapane owady i wypuszczając je na wolność można uzyskać znacznie lepsze wyniki w zwalczaniu. Zamiast opryskiwać cały las przeciw barczatce sosnówce można opryskać tylko podstawy pni. Efekt jest ten sam, ale zużywa się mniej środków chemicznych, a zatrucie środowiska jest minimalne. W szklarniach do zwalczania przędziorka chmielowca (Tetranychus urticae) używa się drapieżnego roztocza Phytoseiulus persimilis. Wtedy przeciw mączniakowi ogórków należy stosować fungicydy nieszkodliwe dla roztoczy np. pochodne pirymidyny np. PP 675 albo Kaptan.

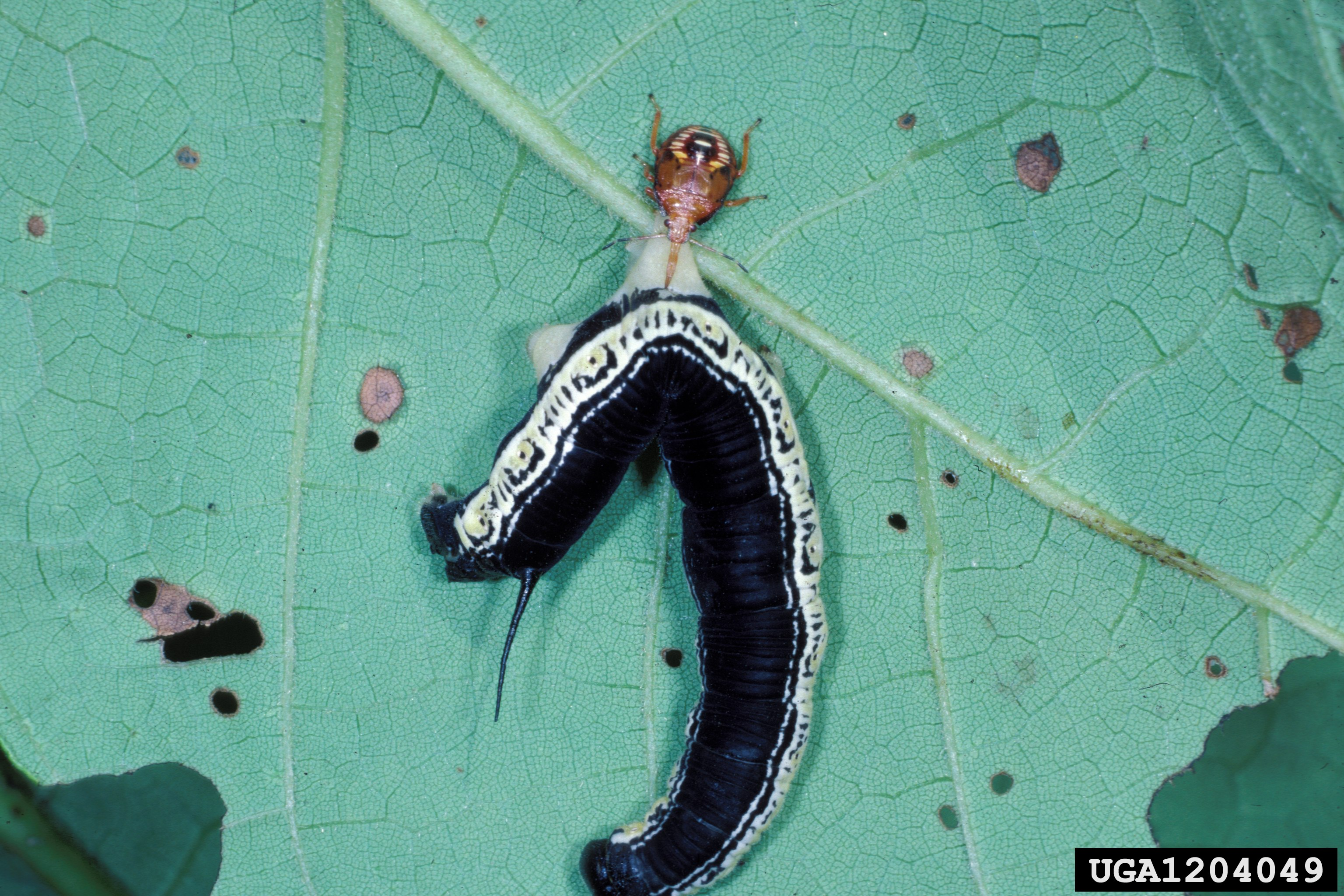
Pluskwiak z rodziny tarczówkowatych Podisus maculiventris (larwa) radzi sobie nawet z większymi gąsienicami

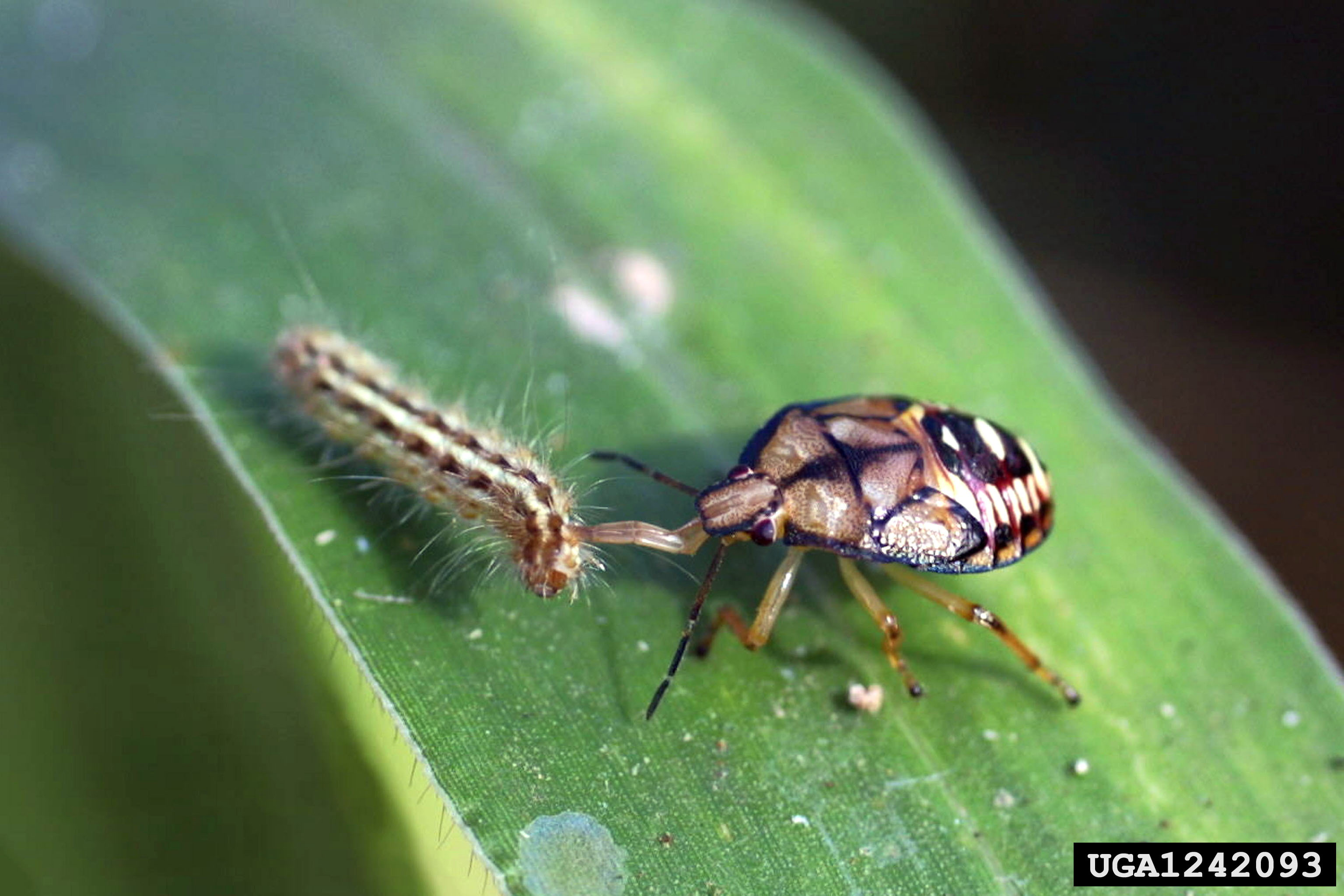
Podisus maculiventris wysysa gąsienicę

Metody zintegrowane najłatwiej stosować w lesie oraz w przydomowych i działkowych ogródkach. Lasy mimo wszystko są skomplikowanym biocenozami o dużej bioróżnorodności i inteligentnie przeprowadzona interwencja może zażegnać problem. Zbyt pochopne użycie trutki na wiele lat likwiduje tę możliwość. Ogródki i działki są na tyle małe, że ze szkodnikami zwykle można sobie poradzić bez chemizacji.
Właściciel małej działki przede wszystkim powinien poznać szkodniki i swoich sprzymierzeńców. Niszcząc larwy szkodników powinien pozostawić w spokoju te porażone przez ich wroga – dzięki temu wylęgnie się nowe pokolenie entomofagów, które wesprze go w walce. Gąsienice bielinka z żółtymi kokonami na wierzchu są spasożytowane przez baryłkarza. Kilkanaście lat temu większość gąsienic bielinka padała jego ofiarą, jednak stosowanie niewybiórczych trucizn przede wszystkim jemu zaszkodziło. Na mszyce dobrym sposobem jest spryskiwanie ich wodą z mydłem szarym. Na początku lipca na pnie zakłada się opaski z falistej tektury, tam przekształcają się w poczwarki gąsienice owocówki jabłkóweczki. Na jesieni na pnie drzew zakłada się opaski lepne, na które łapią się bezskrzydłe samice wchodzące złożyć jajka. Następnie tekturę należy zebrać i spalić. Drzewa i krzewy należy przeglądać wiosną, jeszcze przed wylęgiem i opuszczeniem oprzędów przez owady. Nie należy niszczyć gniazd osowatych – to wielki sprzymierzeniec – gdyby były natarczywe należy dać im płaskie naczynie np. z osłodzoną wodą – osy zajmą się jedzeniem i przestaną przeszkadzać w polu i przylatywać do pomieszczeń domowych.
Wiele owadów szukając zimowiska ma tendencję ukrywać się w zakamarkach domu, przesuwając się w stronę cieplejszą trafiają w końcu do wnętrza domu, gdzie zimy nie mogą przeżyć. Aby pomóc im przetrwać zimę, buduje się suche domki z drewna wypełnione mchem poprzedzielanym przyciętymi pędami trzcin (tak żeby kolanka wypadały na środku) i tekturą falistą (tak żeby powstały luźne warstwy). (Zob. też Hotel dla owadów.) Budowę takich domków dla biedronek i złotooków rozpoczęli Francuzi. W USA zakładane są specjalne osłony na gniazda klecanek. Zwiększenie liczby tych os zmniejszyło o 75% szkody wyrządzane przez protoparce na plantacjach tytoniu. Koszenie traw i poboczy likwiduje bazę pokarmową klecanek i marginalizuje ich pożyteczną rolę.
Nie wszystkie sprawy można załatwić przy pomocy samych metod biologicznych – wtedy pozostają tradycyjne metody chemiczne, ale i wtedy szkody w środowisku można zminimalizować pryskając miejscowo tam, gdzie szkodników jest najwięcej (zamiast całego pola), używając środków szybko rozkładających się, działających wybiórczo. Wręcz nie należy dążyć do pełnej likwidacji szkodnika – przynosi to o wiele gorsze skutki niż pewien umiar. Jeśli to niemożliwe należy zachować nieopryskane fragmenty uprawy tak, aby dać szansę rodzimym wrogom danego szkodnika. Należy bezwzględnie przestrzegać instrukcji użycia środków chemicznych. Przy przygotowywaniu roztworów trujących nigdy nie należy stosować zasady „im więcej tym lepiej”. Okres karencji jest bezpieczny pod warunkiem, że środek zastosowano prawidłowo, to znaczy w prawidłowym stężeniu. Środki szkodliwe dla pszczół należy rozpylać wieczorem, po skończonych przez nie lotach. Warto też wstrzymać się od oprysków w okresach wrażliwych dla rozwoju pasożytów pożytecznych (potrzebna jest znajomość ich biologii).